# Motor de dos temps

Funcionament del motor de dos temps

El motor de dos temps, també anomenat motor de dos cicles i abreujat 2T, és un motor de combustió interna que realitza les quatre etapes del cicle termodinàmic (admissió, compressió, expansió i escapament) en dos moviments lineals del pistó (una volta dels cigonyal). Es diferencia del més comú motor de quatre temps del cicle d'Otto, en què aquest últim realitza les quatre etapes en dues revolucions del cigonyal.
El motor de dos temps es diferencia en la construcció del motor de quatre temps en les següents característiques:
- Les dues cares del pistó realitzen una funció simultàniament, a diferència del motor de quatre temps en el qual únicament és activa la cara superior.
- L'entrada i la sortida de gasos al motor es realitza a través dels espiralls (orificis situats en el cilindre). Aquest motor manca de les vàlvules dels motors de quatre temps. El pistó depenent de la posició que ocupa en el cilindre en cada moment obre o tanca el pas de gasos a través dels espiralls.[1]
- El càrter del cigonyal ha d'estar segellat i compleix les funció de càmera de precompressió. En el motor de quatre temps, al contrari, el càrter serveix de dipòsit de lubricant.

La lubricació, que en el motor de quatre temps s'efectua mitjançant el càrter, en el motor de dos temps s'aconsegueix mesclant oli amb el combustible en una proporció que varia entre el 2% i el 5%. Aquesta mescla està en contacte amb totes les parts mòbils del motor i aconsegueix una lubricació adequada.

## Funcionament

### Fase d'admissió-compressió
El pistó es desplaça cap amunt (la culata) des del punt mort inferior, en el seu recorregut deixa ben obert l'espirall d'admissió. Mentre la cara superior del pistó realitza la compressió en el cilindre, la cara inferior succiona la mescla aire combustible a través de l'espirall. Perquè aquesta operació sigui possible el càrter ha d'estar segellat.

### Fase d'explosió-escapament
En arribar el pistó al punt mort superior es finalitza la compressió i es provoca la combustió de la mescla gràcies a una espurna elèctrica produïda per la bugia. L'expansió dels gasos de combustió impulsa amb força el pistó que transmet el moviment al cigonyal a través de la biela.
En el seu recorregut el pistó obre l'espirall d'escapament perquè puguin sortir els gasos de combustió i l'espirall de transferència per on la mescla aire-combustible passa del càrter al cilindre. Quan el pistó arriba al punt inferior comença a ascendir de nou, es tanca l'espirall de transferència i comença un nou cicle.

## Combustible
Molts dels motors de dos temps, utilitzen una mescla de gasolina sense plom i oli en una proporció de 1:40 a 1:50, la gasolina és el component principal.

## Tipus de motors de dos temps
Per entendre el funcionament del motor de dos temps, és necessari saber quin tipus de motor es tracta, perquè els diferents tipus de motors actuen de diferents maneres.
Els tipus de dissenys del motor de dos temps varia d'acord amb el mètode d'entrada de la mescla aire/combustible, el mètode d'escombrada del cilindre (intercanvi de gasos de combustió per mescla fresca) i el mètode d'esgotament del cilindre.
Aquestes són les principals variacions, que poden trobar-se individualment o combinades entre si.
- Espiralls controlats pel pistó: és el més simple dels dissenys. Totes les funcions són controlades únicament pel pistó tapant i destapant els espiralls, que són forats en un costat del cilindre, mentre el cilindre es mou amunt i avall.
- Escombrada de llaç: utilitza espiralls destinats a la transferència per a escombrar la mescla fresca cap amunt en un dels costats del cilindre i cap avall en l'altre costat, fent que la mescla cremada sigui empesa endavant i expulsada per un espirall d'escapament. L'escombrament de llaç o "Schnurle", pel seu inventor, és un dels sistemes d'escombrament més utilitzats.

## Avantatges i inconvenients

### Avantatges
El motor de dos temps no precisa vàlvules ni dels mecanismes que les governen, per tant és més lleuger i de construcció més senzilla, pel que resulta més econòmic. Al produir-se una explosió per cada volta del cigonyal, cada dues voltes del cigonyal, el motor de dos temps, desenvolupa més potència per una mateixa cilindrada i la seva marxa és més regular.
Poden operar en qualsevol direcció, ja que el càrter no emmagatzema lubricant.

### Inconvenients
Aquest motor consumeix oli, ja que la lubricació s'aconsegueix incloent una part d'oli en el combustible. Aquest oli penetra amb la mescla en la cambra de combustió i es crema; podent produir emissions contaminants i brutícia dins del cilindre, que en aquest cas afecta a la bugia i impedeix un funcionament correcte.
El seu rendiment és inferior, ja que la compressió, en la fase de compressió-admissió, no és tota efectiva fins que el pistó tanca els espiralls de transferència i durant l'escapament el seu recorregut és ascendent i és per això, que en les especificacions dels motors de dos temps apareixen moltes vegades dos valors de compressió: la compressió relativa (relació entre els volums del cilindre i de la cambra de combustió) i la compressió corregida, mesurant el cilindre solament des del tancament dels espiralls. Aquesta pèrdua de compressió també provoca una pèrdua de potència.
A més a més, durant la fase de potència-escapament, part del volum de la mescla (mescla neta), es perd per l'espirall d'escapament juntament amb els gasos resultants de la combustió provocant no només una pèrdua de rendiment, sinó també emissions contaminants.

## Aplicacions
En ser un motor lleuger i econòmic és molt usat en aplicacions en què es necessita molta potència, com per exemple: motocicletes, motors forabord, motoserres, talladores de gespa, etc. El seu ús en automòbils i camions ha estat ocasional però mai no s'ha consolidat. També a vegades s'ha usat aquest tipus de motors per a la generació d'electricitat o per a la navegació marítima.
Els motors usats en molts vaixells mercants són del tipus dièsel. De dos temps però amb vàlvules d'escapament.
En sistemes de cogeneració els motors de dos temps són del tipus naval amb gas natural com a combustible.

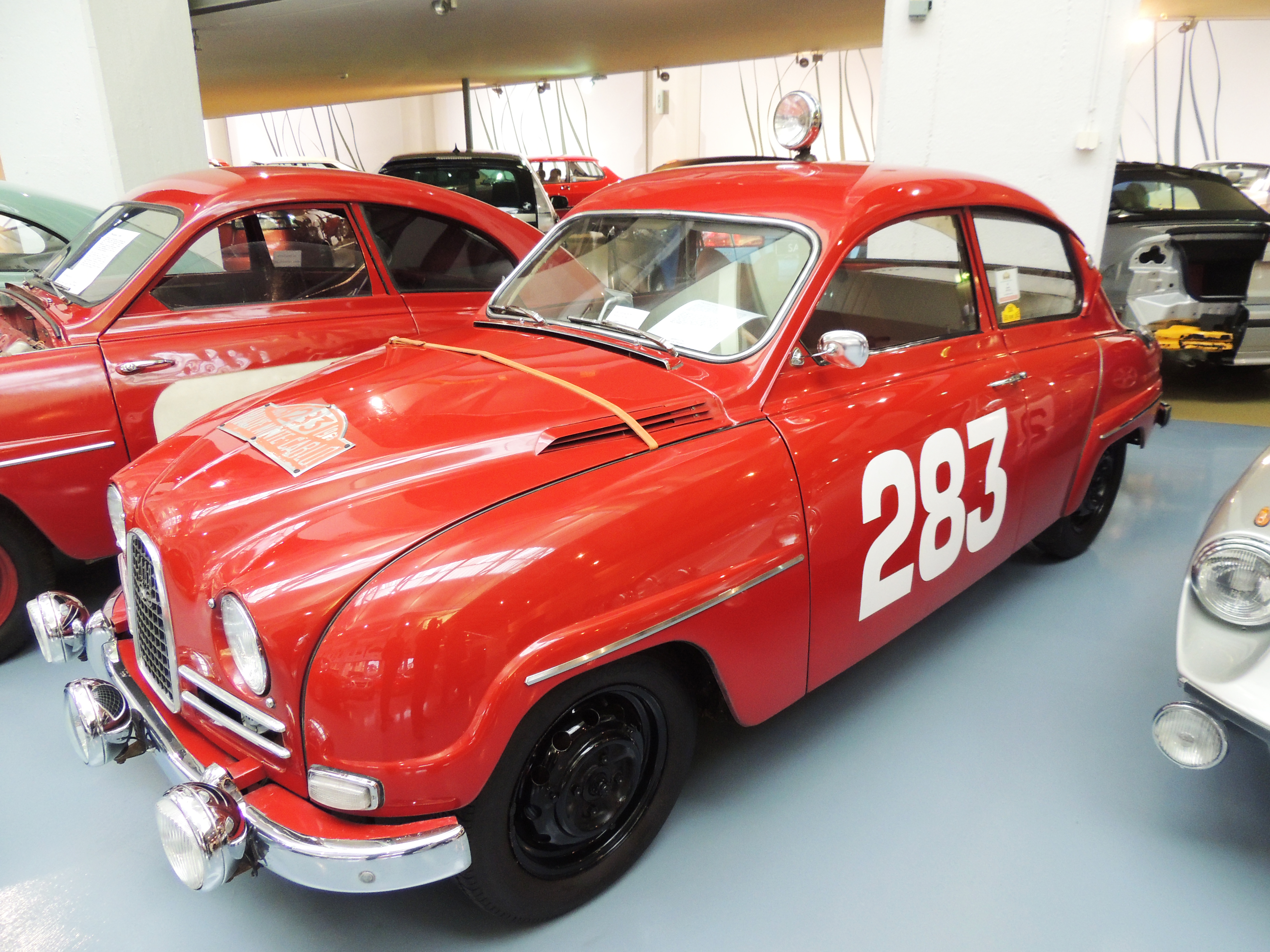
Automòbil Saab 96 Sport. Motor de 2T
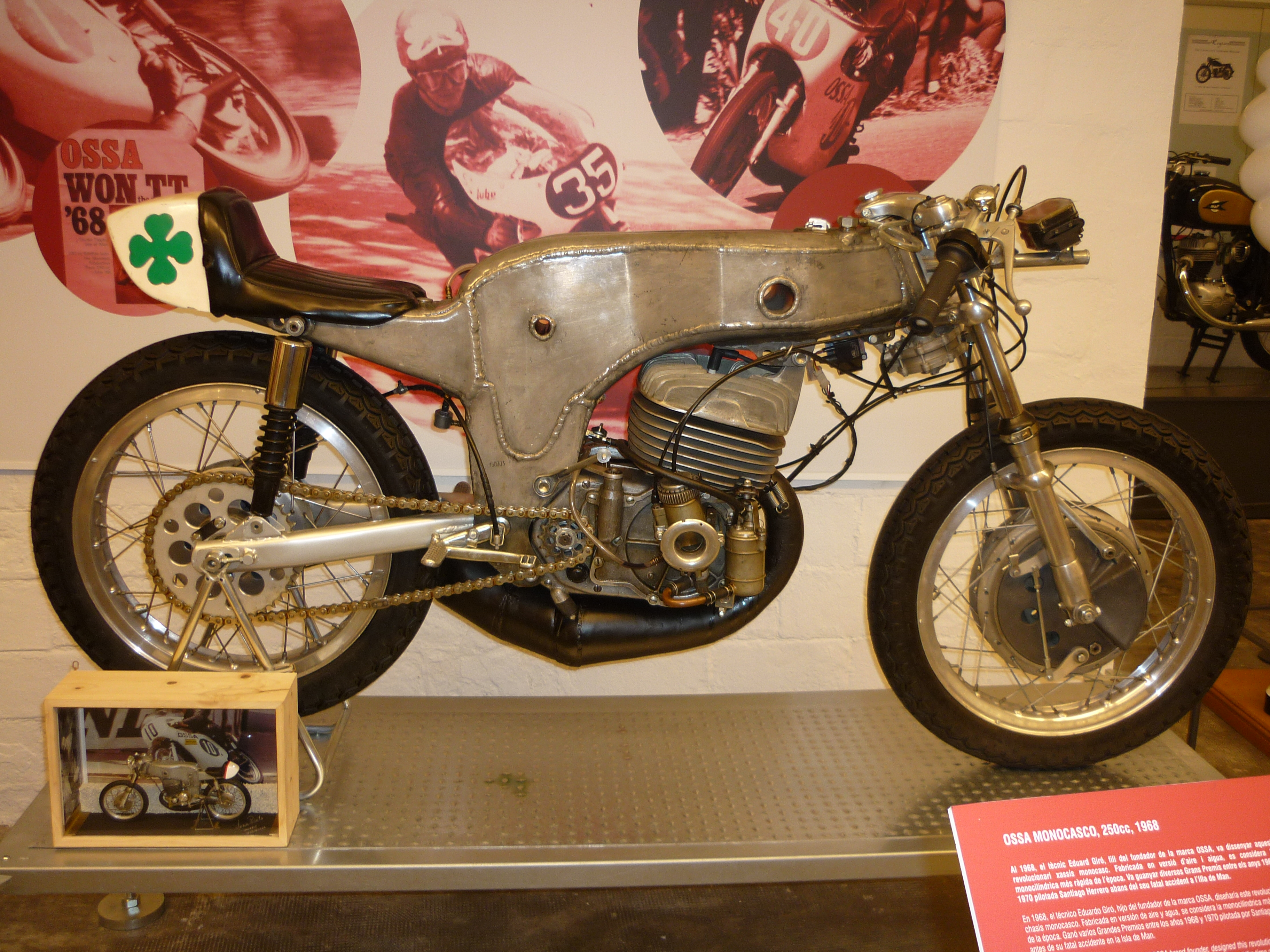
OSSA 250 Monobuc
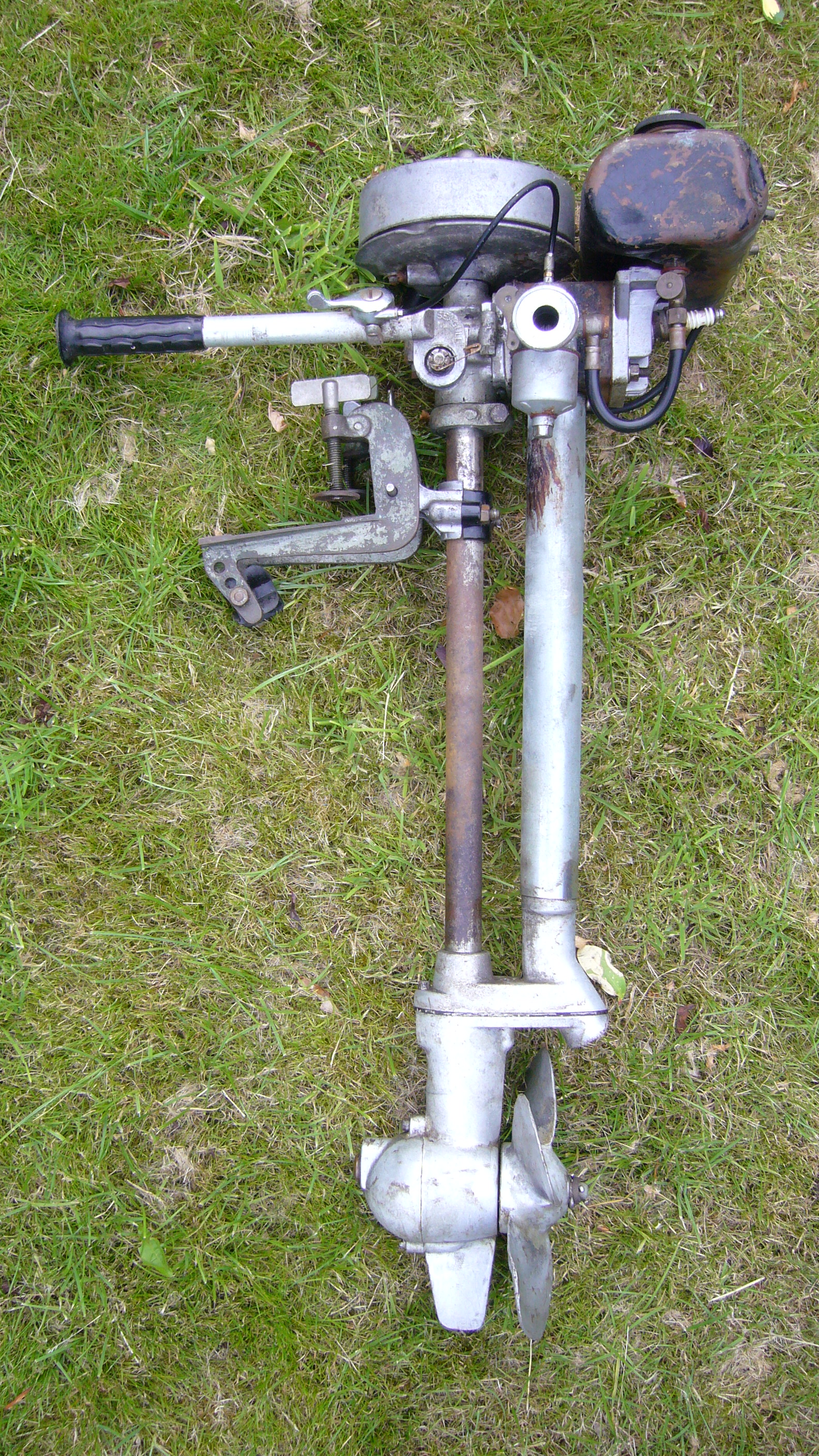
Motor fora-borda British Seagull
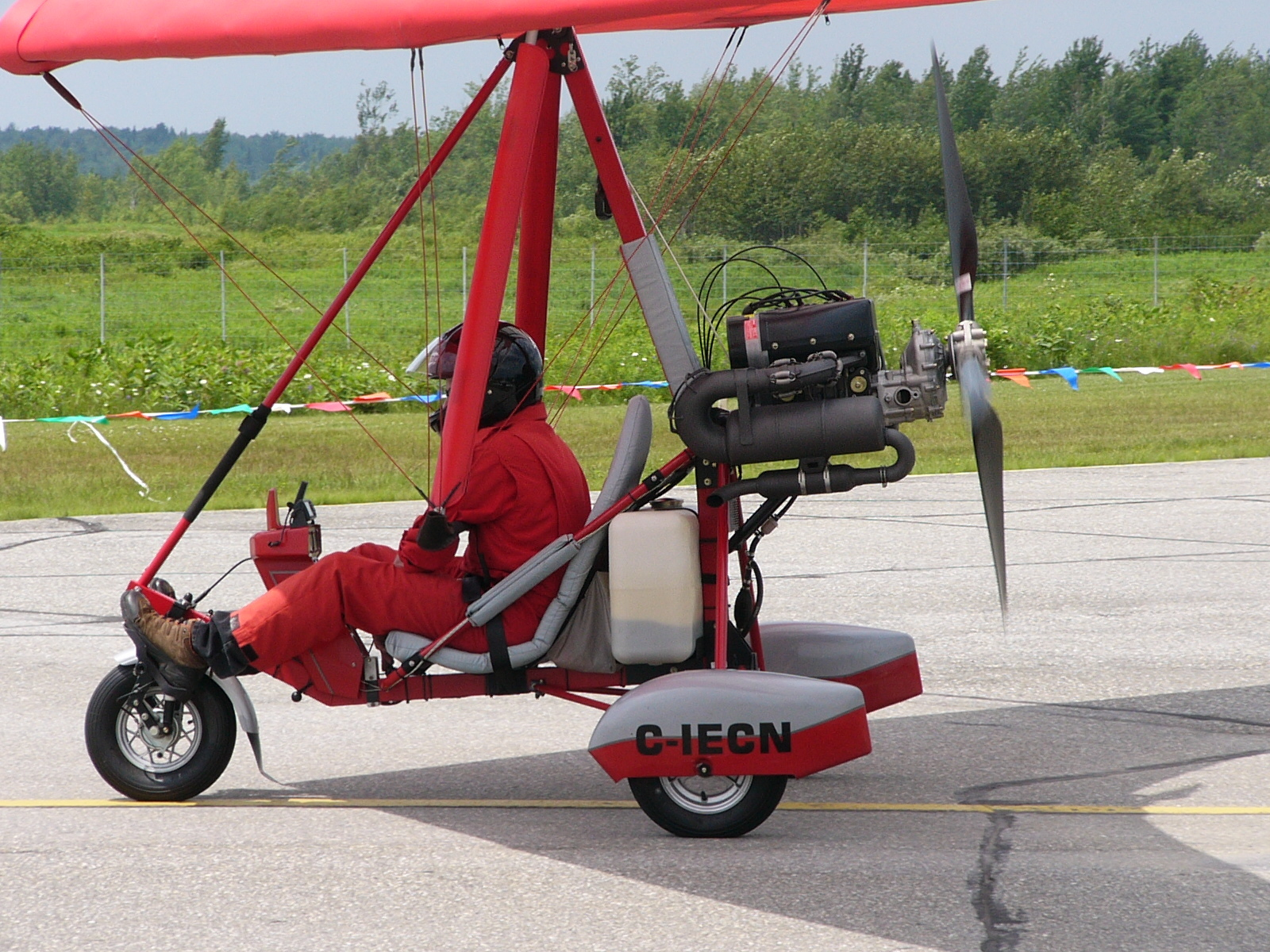
Motor Rotax 2T, propulsor d'un ultralleuger
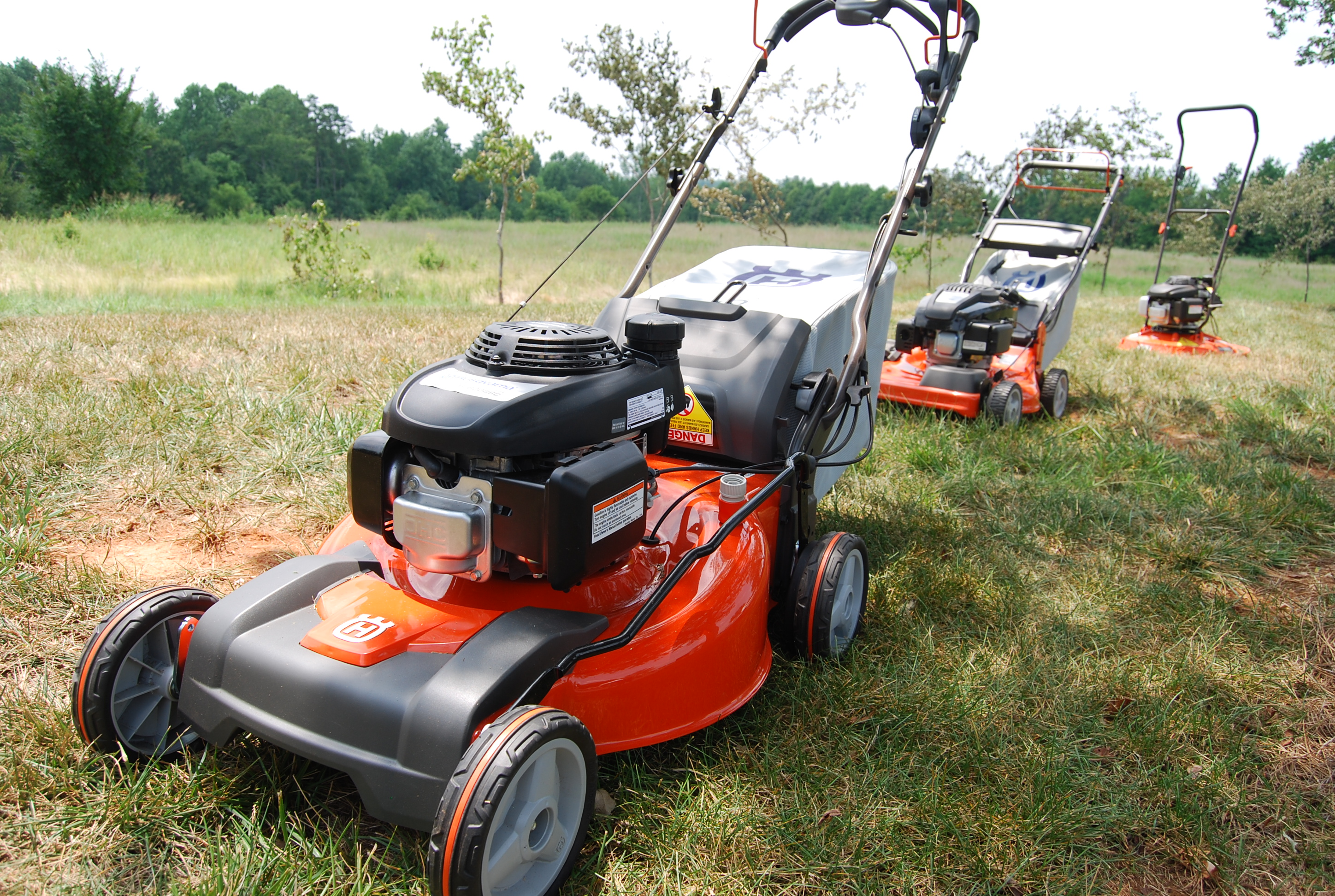
Tallagespa
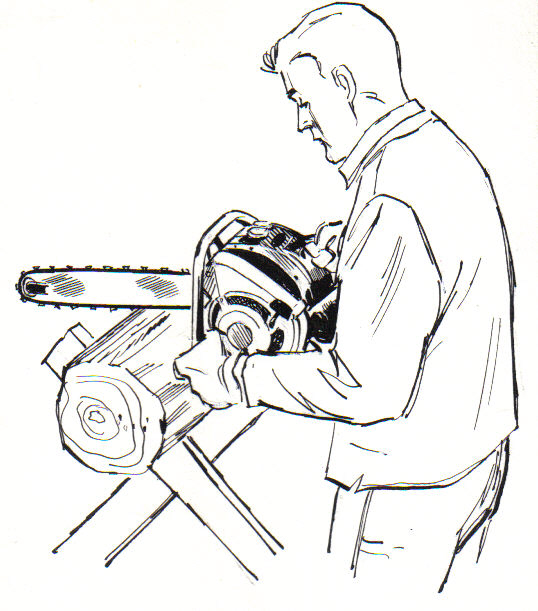
Motoserra

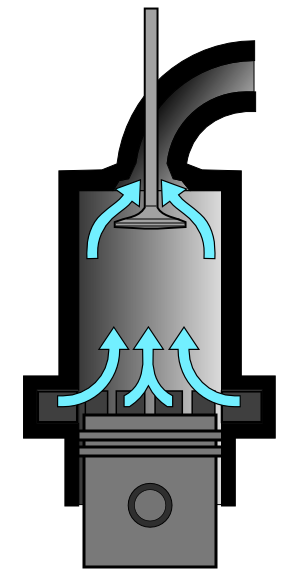
Esquema del sistema de circulació dels gasos en un motor dièsel 2T amb vàlvula d'escapament.

Motor de pistons oposats i dos cigonyals. L'esquema representa un motor de gasolina. Els motors dièsel són molt semblants, mecànicament.

El cicle de dos temps també s'aplica als motors de cicle dièsel. En hi han de diversos funcionaments, admissió per carter: motor de cap calent i admissió forçada, Els models anomenats “uniflow” (unifluxe). Bàsicament poden ser de dues menes:
- amb admissió per espiralls i escapament per vàlvules
- amb admissió i escapament per espiralls, en motors de pistons oposats.[2]

Generalment, l'aire d'admissió se subministra mitjançant un compressor. També s'ha de destacar que hi ha injecció indirecta, que normalment s'ha companya amb una bujia incandescent. aquesta solució es molt emprada en el cas de motors pluricombustible

## Dièsel dos temps amb admissió per carter
- Motor de cap calent : aquest ipus de motor necesita pre escalfar la cutata per poder ser encesos un exemple clar el tenim en els motors marins Bolinder[3] a partir de 1903, i en els tractors Lanz Bulldog

- El cas d'admissió per carter El tenim amb els Fairbanks Morse[4]

### Dièsel 2 temps amb vàlvules d'escapament
Un exemple típic està format per motors marins de gran potència, de velocitat lenta o mitja. També hi ha aplicacions, en vehicles i motors estacionaris, de potència moderada.
Algunes de les firmes que han construït o construeixen aquesta mena de motors són les següents: Detroit Diesel, Gray Marine, Electro-Motive Diesel, Wärtsilä, MAN-Diesel,...

### Motor de pistons oposats
Cada cilindre consta de dos pistons oposats, cadascun amb una biela que connecta amb un cigonyal. Un dels pistons obre/tanca els espiralls d'admissió. L'altre pistó obre/tanca els espiralls d'escapament.
Es un tipus que s'ha posat en boga últimament, emcara que fa temps que circula. Per el que es veu va començar en 1926 per el disseny de Némorin Causan que va dissenyar un motor de quatre cilindres amb quatre cigonyals, i avui en dia s'utilitzen dos cigonyals.
Alguns models i fabricants foren els següents:
- Junkers Jumo (205, 206, 207, 208)[5]
- Commer TS3. Motor de 3 cilindres, 6 pistons oposats i un únic cigonyal.[6][7][8]
- Leyland Motors L60, propulsor del tanc Chieftain
- Napier Culverin[9]
- Napier Deltic.[10]
- Rolls-Royce motor K60[11]
- Motor soviètic 5TDF, propulsor del tanc T-64.[12]
- Motor soviètic 6TD, propulsor dels tancs T-80UD, T-84 I Al-Khalid
- Fairbanks Morse 38 8-1/8.[13]
- MALYSHEV PLANT (Ucraïna) Motors 6TD.[14][15]

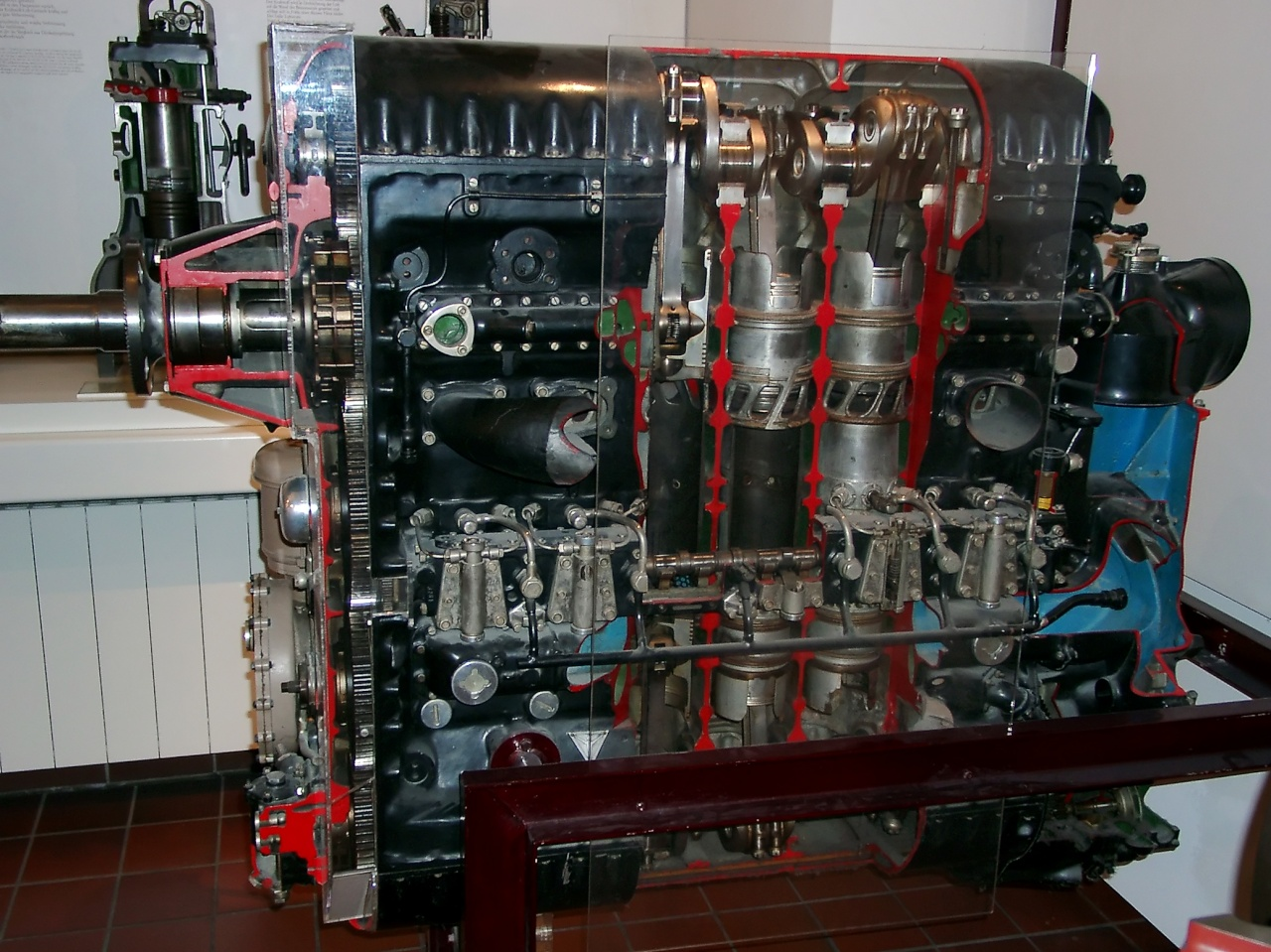
Motor Junker Jumo 205
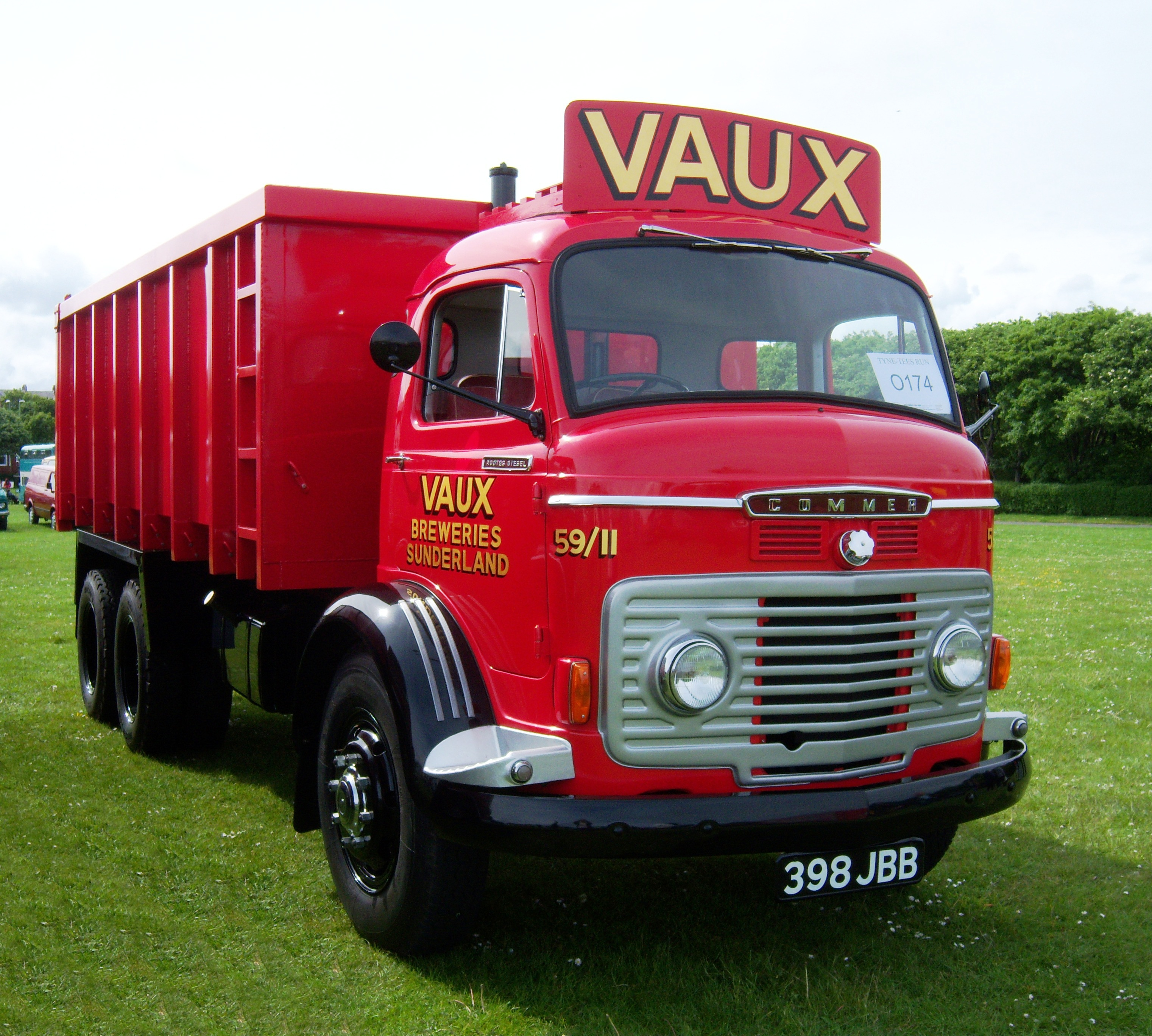
Camión Commer, amb motor dièsel 2 T sense vàlvules
Funcionament del motor Napier Deltic